# Henri-Stanislas-Auguste Hanaut
Henri-Stanislas-Auguste Hanaut, francoski general, * 1880, † 3. februar 1943.